# 週刊少年アクション
『週刊少年アクション』（しゅうかんしょうねんアクション）は、かつて双葉社が発行していた日本の隔週刊少年漫画雑誌。通称『少年アクション』。
誌名に「週刊」とあるが、厳密には隔週刊であった。

## 概要
1975年9月8日、『漫画アクション』の増刊誌として創刊。内容は漫画の他に「川上哲治の野球学」という、川上哲治が教える野球の必勝法のページや、毎週「アクションメイト」という女性を紹介するページがあった。
応募者プレゼントとして、本誌についている応募券を集めて送るとバッジがもらえるキャンペーンがあった。
1976年9月20日号に、同号をもって一旦「休刊」とする告知が掲載されたが、その後、復刊されることはなかった。

## 主な掲載作品
- 悪仮面（小畑しゅんじ）
- あらちんポコチン（はまだよしみ）
- いちずが行く!（逆井五郎）
- ガッツしげちゃん（五十嵐幸吉）
- 鬼太郎の世界お化け旅行（水木しげる）
- さむらい動之介（作画：やまさき拓味 / 作：あきづき笙）
- 大地のカミカゼ（作画：すがやみつる / 作：稲垣謙三）
- チェンジ!さぶ（永井豪）
- 花のブラックホール（福山庸治）
- 氷河民族（作画：高山よしさと / 作：高山芳紀）
- 骨っぽいヤツ（大田康介）
- ほえろ竜（作画：蛭田充 / 作：史村翔）
- 魔獣戦線（石川賢）
- 南のトンブー（大竹豊）
- 竜神伝説（横山光輝）
- ルパン小僧（モンキー・パンチ）

その他、日野日出志による読み切りホラー短編シリーズ（『まだらの卵』『恐怖列車』など）も掲載されていた。